# Ribe-Esbjerg HH
Maillots
Dernière mise à jour : 22 mai 2025.
Le Ribe-Esbjerg HH est un club masculin de handball basé à Ribe dans le département de Ribe au Danemark. Il évolue dans l'élite danoise depuis 2012.

## Histoire
Le club est le fruit de la fusion entre le Ribe HK et le Sædding Guldager IF en 2008.
Lors de la saison 2008/2009, sa première saison, le club remporte la division 2 (D3) puis reste trois saisons à évoluer au deuxième niveau national (division 1).
Lors d'une rencontre face au Team Sydhavsøerne le 25 septembre 2011, le joueur du club Lars Olsen décède en cours de match à seulement 23 ans après avoir reçu un coup à la tête.
Malgré tout, au terme de la saison 2011/2012, le club parvient à d’accéder à l'élite danoise. Lors de la saison 2016-2017, le club atteint les demi-finales du championnat mais termine finalement à la quatrième place.

## Personnalités liées au club
Le Danois Anders Dahl-Nielsen a été entraîneur-joueur du Ribe HK à partir de 1980.
Parmi les joueurs ayant évolué au Ribe-Esbjerg HH, on trouve :
- Yehia El-Deraa : de 2017 à 2018
- Jacob Heinl : de 2018 à 10/2019
- Jacob Holm : de 2013 à 2018
- Rúnar Kárason : de 2018 à 2021
- Jonas Larholm : de 2020 à 2024
- Lars Mousing : de 2019 à 2020
- Kasper Nielsen : de 2015 à 2016 et de 2017 à 2018
- Sørenn Rasmussen : de 2018 à 2022
- Gunnar Steinn Jónsson : de 2018 à ?
- Jerry Tollbring : depuis 2025
- Morten Vium : de 2013 à 2016
- Karl Wallinius (en) : depuis 2024
- Miha Žvižej : de 2017 à